# أبو صير بنا
أبو صير بنا قديمًا بوسيرس (باليونانية: Βούσιρις، القبطية: ⲡⲟⲩⲥⲓⲣⲓ ،ⲃⲟⲩⲥⲓⲣⲓ، أي بيت أوزوريس) إحدى قرى مركز سمنود التابع لمحافظة الغربية مصر.

## التاريخ
كانت القرية عاصمة المقاطعة التاسعة (عنزت) ومعبودها عنيزتي، ذكر أنها كانت تعرف في ذلك العهد باسم جدّو. كانت بوسيرس أسقفية مسيحية، شارك أسقفها أثاناسيوس في مجمع أفسس الثاني عام 449. كما رأس أسقفيتها في القرون اللاحقة العديد من الأساقفة غير الخلقيدونيين. كما شاع بين القبط أنها سُميّت باسمها هذا نسبة إلى أحد سحرة فرعون كان اسمه بوصير.
عُثر على قطع أثرية تعود إلى الدولة القديمة والوسطى والعصر المتأخر في الكوم الأخضر الواقع جنوب القرية، ويرجح أن الكوم كان مقبرة المدينة في العصر الفرعوني، مثل قطع من الحجر الجيري على نقوش سياسيين ومعبودات وطغراء لدارا الأول. أصبحت القرية تعرف باسم بوصير مع الفتح الإسلامي وظلت تعرف به حتى العهد العثماني الذي الذي أصبحت تعرف فيه بأبوصير ثم أضيف للاسم لفظت بنا نسبة إلى قرية بنا المجاورة لها.
ذكرها علي مبارك في كتابه الخطط التوفيقية باسم «بوصير سمنود»، وقال أن هيرودوت ذكرها، وقال المقريزي أنها «رأس خط» وهو ما يعادل عاصمة مركز الآن يتبعها 88 قرية، وكانت مقرًا لأسقفية قديمة. كانت القرية تتبع لمركز المحلة الكبرى فلما أنشئ مركز سمنود سنة 1935 ألحقت به.

## السكان
بلغ عدد سكان أبو صير بنا 30,152 نسمة حسب تقدير عام 2018.
| السنة  | 1882 | 1897 | 1907 | 1927 | 1947 | 1960 | 1976   | 1986   | 1996   | 2006   | 2018   |
| ------ | ---- | ---- | ---- | ---- | ---- | ---- | ------ | ------ | ------ | ------ | ------ |
| القرية | 5359 | 7401 | 7640 | 8019 | 7720 | 9579 | 12,682 | 16,093 | 18,939 | 22,214 | 30,152 |